# Zagłębie Sosnowiec (piłka nożna)
Zagłębie Sosnowiec – polski klub piłkarski z Sosnowca, w latach 1955–1958, 1960–1986, 1989–1992, 2007–2008, 2018–2019 występujący na pierwszym poziomie rozgrywkowym. Od sezonu 2024/2025 występujący w II lidze. Czterokrotny zdobywca Pucharu Polski, czterokrotny wicemistrz Polski.

## Historia

### Od KS Milowice do Unionu Sosnowiec
Pierwsza organizacja sportowa na terenie Sosnowca powstała w 1906 – przy hucie „Milowice” w dzielnicy o tej samej nazwie. Wśród założycieli powstałego wówczas klubu sportowego byli: Aleksander Rene, Edward Michałowski i Józef Komander. Powstała drużyna nie miała stałego boiska – w piłkę grano praktycznie wszędzie tam, gdzie się dało.
W 1908 m.in. za prowadzenia nielegalnego klubu, aresztowany i osadzony w więzieniu w Łodzi został jeden z jego założycieli Aleksander Rene. Wydawało się, że nowo powstały klub nie ma szans na przetrwanie zwłaszcza że gubernator piotrkowski (któremu administracyjnie podlegał Sosnowiec) odmówił pomocy w stworzeniu w mieście filii petersburskiego Unionu.
Pomimo tak niesprzyjających okoliczności Rene nie rezygnował i jeszcze w 1908 r. zwrócił się z prośbą wprost do władz Unionu. Tym razem sprawę udało się załatwić pozytywnie i jeszcze w tym samym roku klubik z Sosnowca mógł nosić dumne miano „TS Union”. Organizacją nowego klubu zajął się m.in. wypuszczony na wolność Aleksander Rene.
Wtedy też powstał pierwszy w mieście plac do gry (stadionem to jeszcze to miejsce trudno było nazwać) przy skrzyżowaniu ulic Swobodnej i Starososnowieckiej, gdzie starano się rozgrywać mecze z drużynami ościennych miast. Union grał w barwach białych z poprzecznie przechodzącym czerwonym pasem. Oprócz drużyny piłkarskiej w klubie istniały również sekcje: cyklistów i kręglarska. W składzie Unionu grali: Peterek, Kwapisz, Nalewka, Bińkowski, Rene, Pladek, Plich, Kandziora, Twardoch, Kiel, Brinwgwald, Lenger, bracia Heizelmannowie, Oskar.

### Czasy Victorii, KS Sosnowiec i Unii
Podczas I wojny światowej wszelka działalność sportowa w Sosnowcu uległa zawieszeniu. Drużynę piłkarską udało się reaktywować dopiero pod koniec 1918, kiedy przy Towarzystwie Kulturalno-Oświatowym „Świt” powstał klub TS „Victoria”. Drużyna przyjęła barwy biało-zielone, a w jej składzie możemy odnaleźć m.in. braci Kiepurów (przez krótki czas w klubie grał późniejszy słynny tenor Jan Kiepura), Filipkowskiego, Judę, Okularczyka, Muszyńskiego, Rolskiego, Siwka, Słomczyńskiego, Wieprzyckiego, Wiewiórkę i Zygmuntowskiego.
W 1919 powstał drugi z sosnowieckich klubów – TS Sosnowiec (przemianowany w 1921 na KS Sosnowiec), który poprzez kierownika Aleksandra Rene nawiązywał do wcześniejszych sosnowieckich klubów – KS Milowice i Unionu.
Już w 1922 sosnowieccy działacze piłkarscy podjęli rozmowy nad stworzeniem jednej, silnej organizacji sportowej. Niestety nie udało się im wówczas dojść do porozumienia.
Do szczebla ogólnokrajowego (pierwszej ligi) Victoria miała szansę awansować w 1928, kiedy to po wygraniu kieleckiej klasy A (Sosnowiec należał wówczas administracyjnie do województwa kieleckiego), w pierwszej rundzie eliminacji drużyna zagrała z Garbarnią Kraków i Pogonią Katowice. Spotkania te zakończyły się jednak znaczącymi porażkami klubu.
Brak sukcesów na arenie ogólnopolskiej skłoniły działaczy do ponownego podjęcia rozmów w sprawie fuzji. Ostatecznie realizacja śmiałych planów doszła do skutku dopiero w 1931, kiedy to na bazie Victorii i KS Sosnowiec stworzono Unię Sosnowiec. Nowa drużyna miała rozgrywać swoje mecze na boisku przy Alei Mireckiego (otwartym kilka lat wcześniej w 1926). Pierwszym sprawdzianem nowej drużyny był mecz towarzyski z pierwszoligowym Ruchem Hajduki Wielkie zakończony zaszczytnym dla nowej drużyny remisem 1:1. Prezesem nowo utworzonego klubu został inż. Jerzy Bijasiewicz, a do zarządu weszli Bronisław Bitnerowski, Stanisław Iskry, Teofil Kubiczek i Aleksander Wiprzycki. Wśród wybijających się graczy tego okresu widzimy: Dudka, Gwoździa, Słotę, Suwałę i Widawskiego. Klub oprócz sekcji piłki nożnej prowadził jeszcze sekcje: hokeja na lodzie, bokserską, gier sportowych, łyżwiarską, kolarską, motocyklową, lekkoatletyczną, tenisa ziemnego oraz turystyczno-krajoznawczą.
Unia Sosnowiec aż do wybuchu II wojny światowej swoją wyższość w klasie A udowadniała 4 -krotnie. W każdym z tych przypadków nie udawało się jednak awansować do pierwszej ligi.
Za pierwszym razem w 1933 drużyna zajęła drugie miejsce w pierwszej rundzie eliminacji za Naprzodem Lipiny (remis i porażka), a przed Olszą Kraków (zwycięstwo i porażka).
Trochę lepiej Unii poszło rok później, kiedy to odniosła zwycięstwo i remis nad Grzegórzeckim Kraków oraz remis i porażkę ze Śląsk Świętochłowice. Zajęte ponownie drugie miejsce nie dawało prawa do dalszych gier eliminacyjnych.
Ostatnią przed wojną szansę na awans drużyna z Sosnowca miała w 1939, którą jednak tak jak i poprzednio nie udało się wykorzystać. Co więcej Unia przegrała wówczas wszystkie cztery mecze i zajęła ostatnie miejsce w tabeli za Śląskiem Świętochłowice i Fablokiem Chrzanów.
W drużynie grał wtedy m.in. wyróżniający się junior, późniejszy prezes PZPN Wiesław Ociepka.

### Późniejsze losy
Podczas okupacji początkowo grano sporadycznie, potem przeprowadzano regularne konspiracyjne rozgrywki z udziałem zespołów z Czeladzi, Piasków, Dąbrowy Górniczej, Niwki, Będzina, Zagórza i Sosnowca.

### Afera korupcyjna
2 sierpnia 2007 Wydział Dyscypliny PZPN za udział w największej w historii polskiego futbolu ujawnionej aferze korupcyjnej ukarał Zagłębie Sosnowiec degradacją o jedną klasę rozgrywkową, karą czterech ujemnych punktów oraz grzywną w wysokości 50 tys. złotych. Karą punktową klub ukarany został w sezonie 2007/08 zaś karą degradacji w sezonie 2008/09. Później karę punktów przeniesiono na sezon 2008/09.

### Powrót i spadek z Ekstraklasy
27 maja 2018, po zwycięstwie 1:0 z Ruchem Chorzów, Zagłębie Sosnowiec po 10 latach przerwy powróciło do Ekstraklasy. 5 maja 2019 po porażce ze Śląskiem Wrocław 2:4, klub spadł do I ligi.

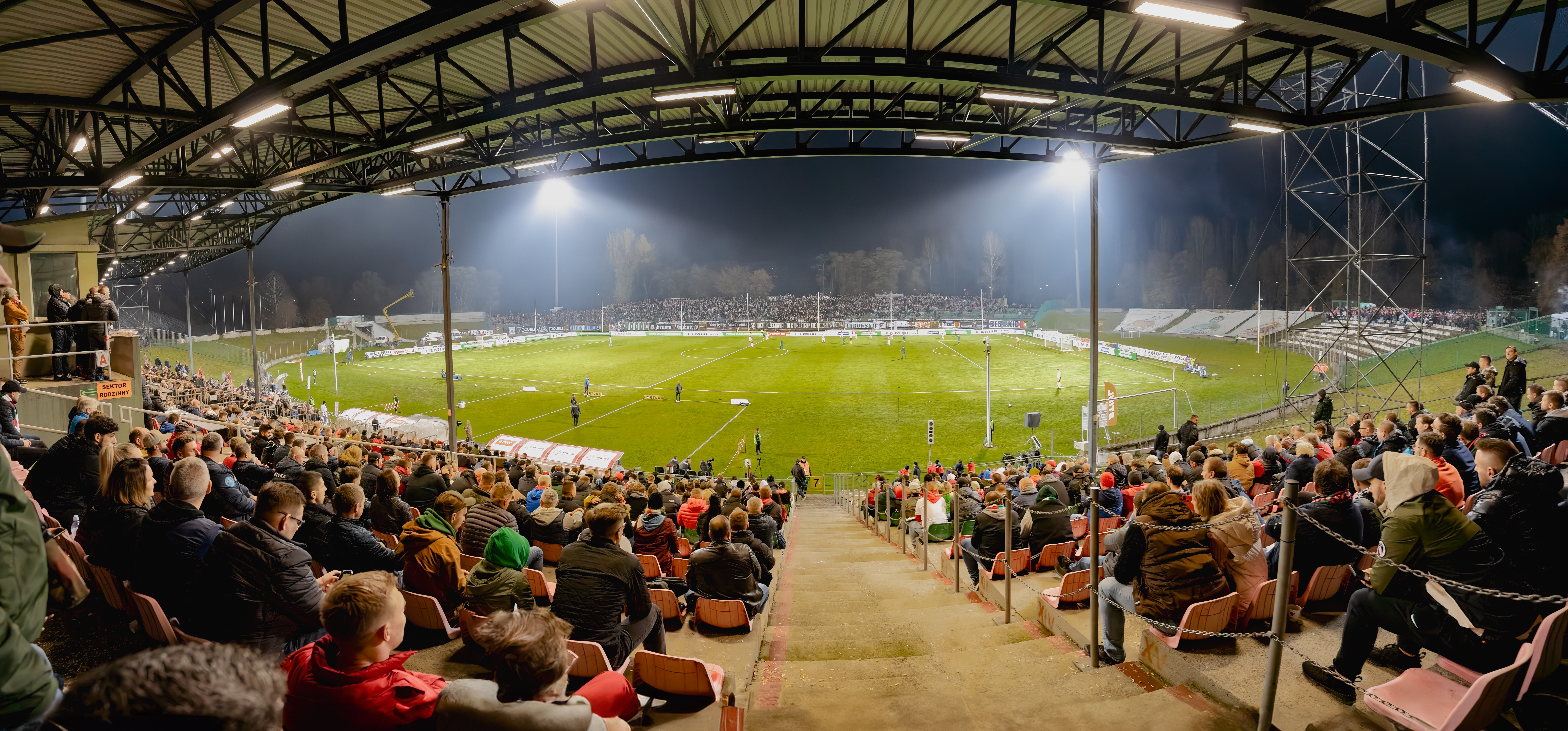
Mecz z Wisłą Kraków, 28 października 2022

### Dotychczasowe nazwy
- 1906 – Klub Sportowy Milowice
- 1908 – Towarzystwo Sportowe Union Sosnowiec (jako filia Unionu Petersburg)
- 1918 – Towarzystwo Sportowe Victoria Sosnowiec
- 1919 – KS Sosnowiec
- 1931 – Po fuzji KS Sosnowiec z Towarzystwem Sportowym Victoria Sosnowiec powstaje Unia Sosnowiec
- 1945 – Robotniczy Klub Sportowy Sosnowiec
- 1945 – Rejonowa Komenda Uzupełnień Sosnowiec
- 1948 – ZKSM Unia Sosnowiec
- 1949 – Zakładowy Klub Sportowy Stal Sosnowiec
- 1962 – Górniczy Klub Sportowy Zagłębie Sosnowiec[5]
- 1974 – fuzja z Górnikiem Sosnowiec[6][7]
- 1990 – Klub Sportowy Zagłębie Sosnowiec
- 1993 – Stal Sosnowiec
- 1994 – Miejski Ośrodek Sportu i Rekreacji Sosnowiec
- 1995 – Sosnowieckie Towarzystwo Sportowe Zagłębie Sosnowiec
- 2001 – Zagłębie Sosnowiec Sportowa Spółka Akcyjna
- 2004 – Zagłębie Sosnowiec Spółka Akcyjna

## Sukcesy
- Mistrzostwa Polski:
  -  Wicemistrzostwo (4x): 1955, 1963/64, 1966/67, 1971/72
  -  3. miejsce (3x): 1962, 1962/63, 1964/65
- Puchar Polski:
  -  1. miejsce (4x): 1961/1962, 1962/1963, 1976/1977, 1977/1978
  -  2. miejsce (1x): 1970/1971
- Puchar Ligi Polskiej:
  -  2. miejsce (1x): 1978
- Półfinał Pucharu Karla Rappana (Intertoto): 1966/67.
- Mistrzostwo w International Soccer League, czyli promującej w Stanach Zjednoczonych piłkę nożną, czyli „europejską odmianę futbolu” amerykańskiej lidze międzynarodowej – i związany z tym udział w Finale Pucharu Ameryki tejże organizacji – 1964.

## Statystyki drużyny

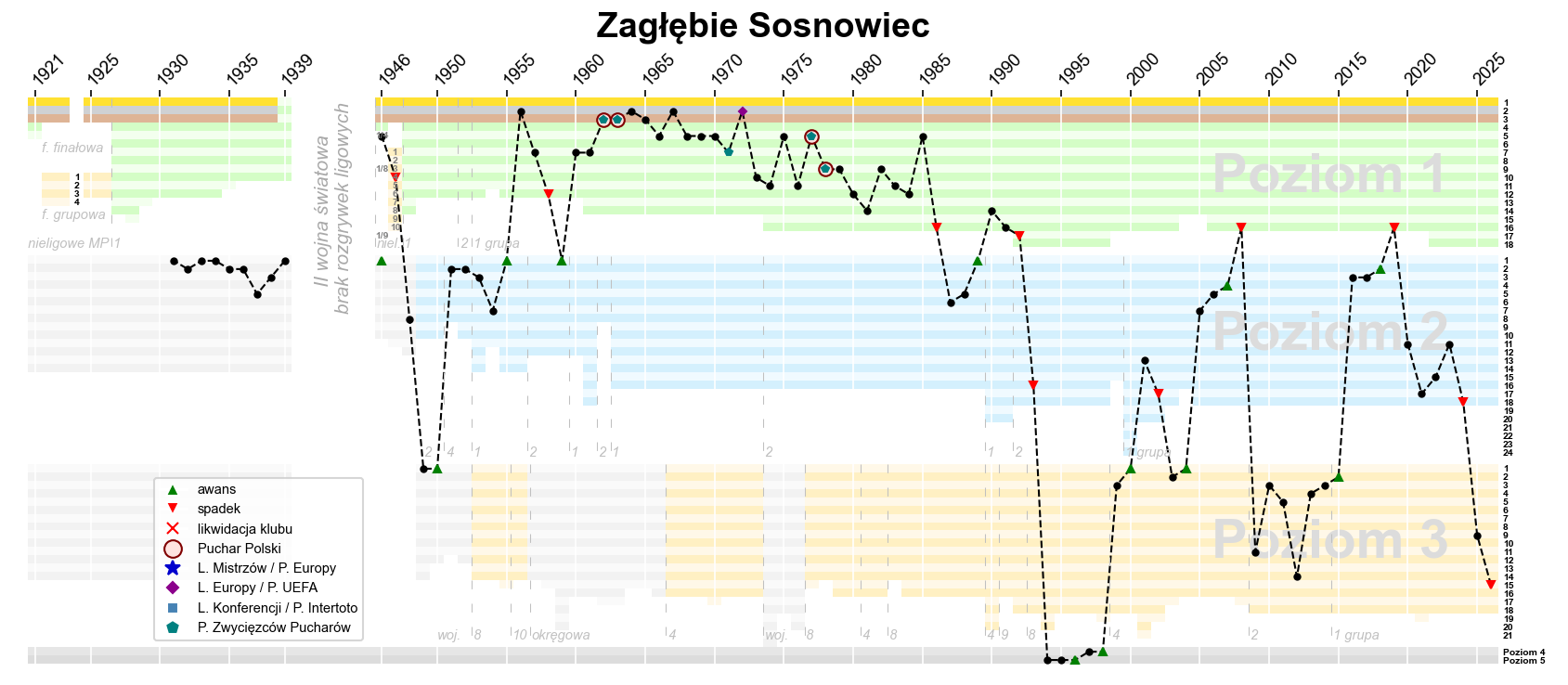
Historia występów Zagłębia Sosnowiec w rozgrywkach ligowych

### Rekordy
W pierwszej lidze 36 sezonów: 1955-58, 60-85/86, 89/90-91/92, 2007/08, 2018/19
- Debiut w ekstraklasie:
  - 20 marca 1955 z Górnikiem Radlin u siebie 4:0 (1:0)
- Najwyższa wygrana w I lidze:
  - 9 kwietnia 1966 z ŁKS Łódź u siebie 6:0 (2:0)
- Najwyższe przegrane w I lidze:
  - 14 sierpnia 1958 z ŁKS-em Łódź na wyjeździe 0:7 (0:5)
  - 1 czerwca 1991 ze Śląskiem Wrocław na wyjeździe 0:7 (0:5)
- Zagłębie Sosnowiec zajmuje 15. miejsce w tabeli Wszech czasów Ekstraklasy.

### Europejskie puchary
Legenda do wszystkich tabel:
- Q – runda eliminacyjna, 1/16, 1/8, 1/4, 1/2 – odpowiednia faza rozgrywek, Grupa – runda grupowa, 1r gr – pierwsza runda grupowa, 2r gr – druga runda grupowa, F – finał, R – runda, PO – play-off
- k. – rzuty karne, los. – losowanie, Dogr. – dogrywka, w. – zasada bramek strzelonych na wyjeździe

| Sezon     | Rozgrywki                 | Runda | Przeciwnik      | Dom | Wyjazd | Ogólnie      |
| --------- | ------------------------- | ----- | --------------- | --- | ------ | ------------ |
| 1962/1963 | Puchar Zdobywców Pucharów | Q     | Újpest FC       | 0–0 | 0–5    | 0–5          |
| 1963/1964 | Puchar Zdobywców Pucharów | 1R    | Olympiakos SFP  | 1–0 | 1–2    | 2–2, 0–2 (N) |
| 1971/1972 | Puchar Zdobywców Pucharów | 1R    | Åtvidabergs FF  | 3–4 | 1–1    | 4–5          |
| 1972/1973 | Puchar UEFA               | 1R    | Vitória Setúbal | 1–0 | 1–6    | 2–6          |
| 1977/1978 | Puchar Zdobywców Pucharów | 1R    | PAOK FC         | 0–2 | 0–2    | 0–4          |
| 1978/1979 | Puchar Zdobywców Pucharów | 1R    | SSW Innsbruck   | 2–3 | 1–1    | 3–4          |

## Statystyki piłkarzy

### Królowie strzelców
- Królowie strzelców w Ekstraklasie w barwach Zagłębia:
  - 1964 – Józef Gałeczka – 18 bramek
  - 1970 – Andrzej Jarosik – 18 bramek
  - 1971 – Andrzej Jarosik – 13 bramek
  - 1977 – Włodzimierz Mazur – 17 bramek

### Najskuteczniejsi strzelcy
W meczach rozgrywanych w ekstraklasie najwięcej bramek zdobyli:
1. Andrzej Jarosik 113
2. Józef Gałeczka 98
3. Włodzimierz Mazur 79
4. Ginter Piecyk 61
5. Czesław Uznański 42

### Reprezentanci Polski
W reprezentacji Polski grało 19 zawodników Zagłębia. Zaszczytu tego dostąpili:
- 57 – Jan Urban
- 38 – Wojciech Rudy w latach 1974–1981
- 25 – Andrzej Jarosik w latach 1965–1972
- 21 – Roman Bazan w latach 1963–1968
- 21 – Włodzimierz Mazur w latach 1976–1982
- 20 – Józef Gałeczka w latach 1962–1966
- 18 – Roman Strzałkowski w latach 1966–1970
- 8 – Włodzimierz Śpiewak
- 7 – Witold Majewski
- 3 – Witold Szyguła
- 3 – Czesław Uznański
- 2 – Marian Masłoń
- 1 – Jerzy Dworczyk
- 1 – Witold Kasperski
- 1 – Zdzisław Kostrzewa
- 1 – Józef Kowalczyk
- 1 – Jan Leszczyński
- 1 – Zbigniew Myga
- 1 – Zbigniew Mikołajów

### Występy zawodników w I lidze
Najwięcej meczów rozegrali:
1. Roman Bazan 304
2. Włodzimierz Mazur 282
3. Wojciech Rudy 275
4. Andrzej Jarosik 265
5. Zbigniew Seweryn 263

## Trenerzy

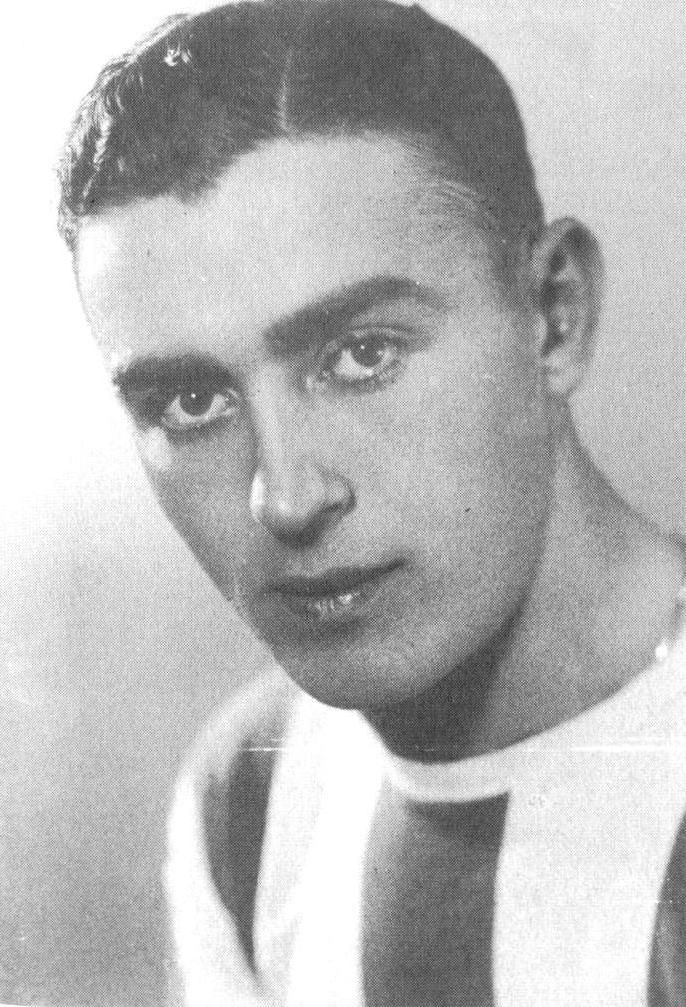
Tibor Kemeny – trener klubu w latach 1968–1969

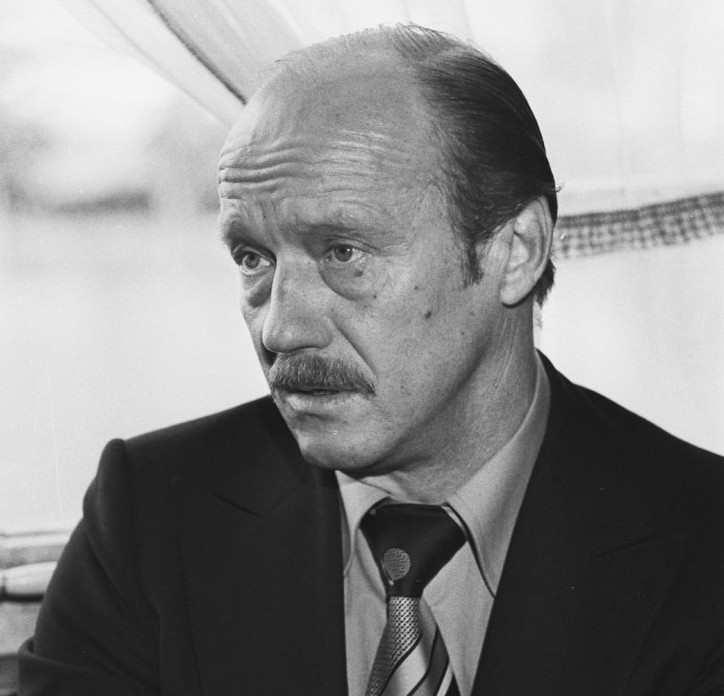
Antoni Brzeżańczyk – trener klubu w latach 1972–1973

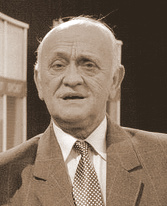
Andrzej Strejlau – trener klubu w 1980

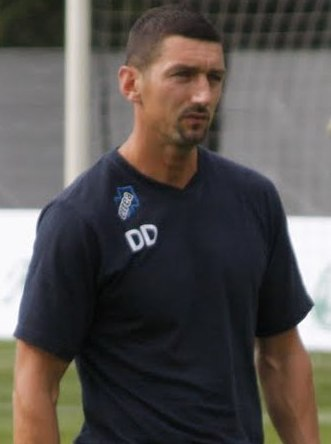
Dariusz Dudek – trener klubu w latach 2017–2018, 2019-20, 2022-23

Klub prowadziło łącznie z trenerami z duetu i tymczasowymi 78 osób . 
| Lp.   | Imię i nazwisko                             | Okres urzędowania | Okres urzędowania |
| 1.    | Stanisław Ptak                              | 1.01.1931         | 31.12.1935        |
| 2.    | Józef Słonecki                              | 1.07.1945         | 31.12.1947        |
| 3.    | Mikołaj Bejlung                             | ?                 | ?                 |
| 4.    | Jan Ketz                                    | 1.01.1949         | 31.12.1951        |
| 5.    | Gerard Wodarz                               | ?                 | ?                 |
| 6.    | Adam Niemiec                                | 1.01.1953         | 31.12.1953        |
| 7.    | Włodzimierz Dudek                           | 1.01.1954         | 31.12.1956        |
| 8.    | Hubert Skolik                               | 29.03.1957        | 30.12.1957        |
| 9.    | Ewald Cebula                                | 1.01.1958         | 31.12.1958        |
| 10.   | Alojzy Sitko                                | 1.01.1959         | 19.06.1961        |
| 11.   | Witold Majewski (1 kadencja)                | 19.06.1961        | 31.12.1961        |
| 12.   | Teodor Wieczorek                            | 1.01.1962         | 30.06.1966        |
| 13.   | Artur Wozniak                               | 1.07.1966         | 15.05.1967        |
| (11.) | Witold Majewski (2 kadencja)                | 15.05.1967        | 29.05.1967        |
| 14    | Józef Machnik ( 1 kadencja)                 | 29.05.1967        | 30.06.1967        |
| (11.) | Witold Majewski (3 kadencja)                | 1.07.1967         | 31.12.1967        |
| 15    | Tibor Kemény                                | 8.02.1968         | 30.06.1969        |
| (14.) | Józef Machnik                               | 1.07.1969         | 30.06.1970        |
| 16    | Ferenc Farsang                              | 25.07.1970        | 30.06.1972        |
| 17    | Antoni Brzeżańczyk                          | 1.07.1972         | 30.06.1973        |
| 18.   | Jan Liberda i Czesław Uznański              | 10.04.1973        | 10.09.1973        |
| 19.   | Nandor Banoy                                | 10.09.1973        | 6.05.1974         |
| 20.   | Jan Liberda i Kazimierz Trampisz            | 6.05.1974         | 7.04.1975         |
| 21.   | Józef Gałeczka (1. kadencja)                | 7.04.1975         | 23.06.1975        |
| (12.) | Teodor Wieczorek                            | 1.07.1975         | 29.03.1976        |
| (21.) | Józef Gałeczka (2. kadencja)                | 29.03.1976        | 31.12.1979        |
| 22    | Andrzej Strejlau                            | 1.01.1980         | 31.12.1980        |
| 23    | Kazimierz Szmitd                            | 1.01.1981         | 30.06.1983        |
| 24    | Hubert Kostka                               | 1.07.1983         | 1.12.1983         |
| 25    | Zbigniew Myga (1. kadencja)                 | 1.01.1984         | 23.07.1984        |
| 26    | Horst Panic                                 | 23.07.1984        | 31.12.1985        |
| 27    | Jerzy Kopa                                  | 1.01.1986         | 27.12.1986        |
| (21.) | Józef Gałeczka (3. kadencja)                | 1.01.1987         | 31.12.1989        |
| 28    | Leszek Baczyński (1.kadencja)               | 1.01.1990         | 14.10.1990        |
| (25.) | Zbigniew Myga (2. kadencja)                 | 15.10.1990        | 31.12.1991        |
| 29    | Witold Szyguła (1.kadencja)                 | 1.01.1992         | 21.03.1992        |
| (25.) | Zbigniew Myga (3.kadencja)                  | 21.03.1992        | 3.06.1992         |
| (29.) | Witold Szyguła (2. kadencja)                | 3.06.1992         | 13.09.1992        |
| 30    | Jerzy Miedziński                            | 13.09.1992        | 30.06.1993        |
| 31    | Andrzej Kręgiel                             | 1.08.1993         | 31.12.1993        |
| 32    | Dariusz Klamra                              | 1.01.1994         | 30.06.1995        |
| 33    | Krzysztof Tochel (1. kadencja)              | 1.07.1995         | 30.06.2000        |
| 34    | Władysław Szaryński                         | 1.07.2000         | 30.06.2000        |
| 35    | Jerzy Dworczyk (1. kadencja)                | 22.10.2000        | 23 maja 2001      |
| 36    | Jarosław Konopka                            | 23.05.2001        | 30.06.2001        |
| 37    | Franciszek Krótki                           | 1.07.2001         | 5.04.2002         |
| (28.) | Leszek Baczyński (2. kadencja)              | 5.04.2002         | 30.06.2002        |
| (33.) | Krzysztof Tochel (2. kadencja)              | 1.07.2002         | 2.04.2006         |
| 38    | Janusz Białek                               | 4.04.2006         | 29.08.2006        |
| (35.) | Jerzy Dworczyk (2. kadencja)                | 29.08.2006        | 15 maja 2007      |
| 39    | Robert Moskal                               | 15 maja 2007      | 28.06.2007        |
| 40    | Jerzy Kowalik                               | 1.07.2007         | 23.10.2007        |
| 41    | Andrzej Orzeszek (1. kadencja)              | 23.10.2007        | 30.10.2007        |
| 42    | Romuald Szukiełowicz                        | 31.10.2007        | 18.12.2007        |
| (41.) | Andrzej Orzeszek (2. kadencja)              | 18.12.2007        | 23.03.2008        |
| 43    | Piotr Pierścionek                           | 24.03.2008        | 8.09.2008         |
| 44    | Miroslav Copjak                             | 10.09.2008        | 15.12.2008        |
| 45    | Janusz Kudyba                               | 15.12.2008        | 14.04.2009        |
| (35.) | Jerzy Dworczyk                              | 14.04.2009        | 30.06.2009        |
| (43.) | Piotr Pierścionek                           | 14.04.2009        | 18 maja 2010      |
| 46    | Marek Chojnacki                             | 18 maja 2010      | 5.10.2010         |
| p.o.  | Tomasz Łuczywek (tymczasowo)                | 6.10.2010         | 13.10.2010        |
| 47    | Leszek Ojrzyński                            | 13.10.2010        | 30.06.2011        |
| 48    | Piotr Stach                                 | 1.07.2011         | 3.10.2011         |
| p.o.  | Robert Stanek (tymczasowo)                  | 3.10.2011         | 4.10.2011         |
| 49    | Jerzy Wyrobek                               | 4.10.2011         | 22.11.2012        |
| 50    | Miroslaw Kmieć                              | 22.11.2012        | 21.10.2013        |
| p.o.  | Artur Derbin i Robert Stanek (tymczasowo)   | 21.10.2013        | 22.10.2013        |
| 51    | Miroslaw Smyła                              | 22.10.2013        | 9.03.2015         |
| 52    | Robert Stanek                               | 9.03.2015         | 11.06.2015        |
| (42.) | Romuald Szukiełowicz                        | 11.06.2015        | 15.07.2015        |
| 53    | Artur Derbin                                | 15.07.2015        | 7 maja 2016       |
| 54    | Tomasz Łuczywek                             | 7 maja 2016       | 6.06.2016         |
| 55    | Jacek Magiera                               | 6.06.2016         | 22.09.2016        |
| 56    | Jarosław Araszkiewicz                       | 23.09.2016        | 3.10.2016         |
| 57    | Piotr Mandrysz                              | 3.10.2016         | 29.11.2016        |
| 58    | Dariusz Banasik                             | 2.01.2017         | 18.08.2017        |
| 59    | Dariusz Dudek (1. kadencja)                 | 21.08.2017        | 8.10.2018         |
| 60    | Valdas Ivanauskas                           | 15.10.2018        | 30.06.2019        |
| 61    | Radosław Mroczkowski                        | 1.07.2019         | 27.09.2019        |
| p.o.  | Michal Farkas (tymczasowo)                  | 27.09.2019        | 30.09.2019        |
| (59.) | Dariusz Dudek (2. kadencja)                 | 30.09.2019        | 28.04.2020        |
| 62    | Krzysztof Dębek                             | 1 maja 2020       | 6.11.2020         |
| p.o.  | Łukasz Matusiak (tymczasowo)                | 6.11.2020         | 9.11.2020         |
| 63    | Kazimierz Moskal                            | 9.11.2020         | 7.09.2021         |
| p.o.  | Łukasz Matusiak i Grzegorz Bąk (tymczasowo) | 9.09.2021         | 17.09.2021        |
| 64    | Artur Skowronek                             | 17.09.2021        | 5.12.2022         |
| (59.) | Dariusz Dudek (3. kadencja)                 | 7.12.2022         | 12.04.2023        |
| p.o.  | Marcin Malinowski (tymczasowo)              | 12.04.2023        | 30.06.2023        |
| 65    | Krzysztof Górecko i Marcin Malinowski       | 1.07.2023         | 22.08.2023        |
| (53.) | Artur Derbin (2 kadencja)                   | 22.08.2023        | 16.01.2024        |
| 66    | Alaksandr Chackiewicz                       | 16.01.2024        | 05.04.2024        |
| 67    | Marek Saganowski                            | 05.04.2024        | 5.05.2025         |
| 68    | Bartłomiej Bobla                            | 5.05.2025         | 30.06.2025        |
| 69    | Marek Gołębiewski                           | 1.07.2025         | obecnie           |

## Prezesi klubu (po II wojnie światowej)
- 1945–1945 Jan Nalepa
- 1946–1947 Marian Rodzaj
- 1948–1950 Wacław Heldt
- 1951–1958 Eugeniusz Zawadzki
- 1958–1959 Lucjan Kochański
- 1960–1961 Henryk Studencki
- 1962–1966 Franciszek Wszołek
- 1967–1967 Bronisław Wartak
- 1968–1972 Zdzisław Sender
- 1973–1973 Mieczysław Kopka
- 1974–1978 Marian Gustek
- 1979–1980 Jan Rodzoń
- 1980–1982 Krzysztof Krajewski
- 1983–1986 Franciszek Gaździk
- 1987–1990 Marian Janowski
- 1991–1991 Andrzej Wydrychiewicz
- 1992–1992 Jan Szot
- 1993–1995 Maciej Opalski
- 1995–2001 Leszek Baczyński
- 2001–2003  Francesco Cimminelli
- 3 lipca 2003 – 20 czerwca 2007  Giancarlo Motto
- 21 czerwca 2007 – 24 czerwca 2007 Irena Kurdziel
- 25 czerwca 2007 – 17 grudnia 2007 Leszek Baczyński
- 24 stycznia 2008 – 7 lipca 2010 Paweł Hytry
- 8 lipca 2010 – 29 czerwca 2011 Marek Adamczyk
- 30 czerwca 2011 – 2013 Leszek Baczyński
- 2013–2021 Marcin Jaroszewski
- 2021–2022 Łukasz Girek
- 2022–2024 Arkadiusz Aleksander
- 2024- Katarzyna Biały

## Stadion
Zagłębiowski Park Sportowy został otwarty 25 lutego 2023 r. Pojemność nowego stadionu przy Placu Zagłębia 1 w Sosnowcu wynosi 11600 widzów.

## Kibice

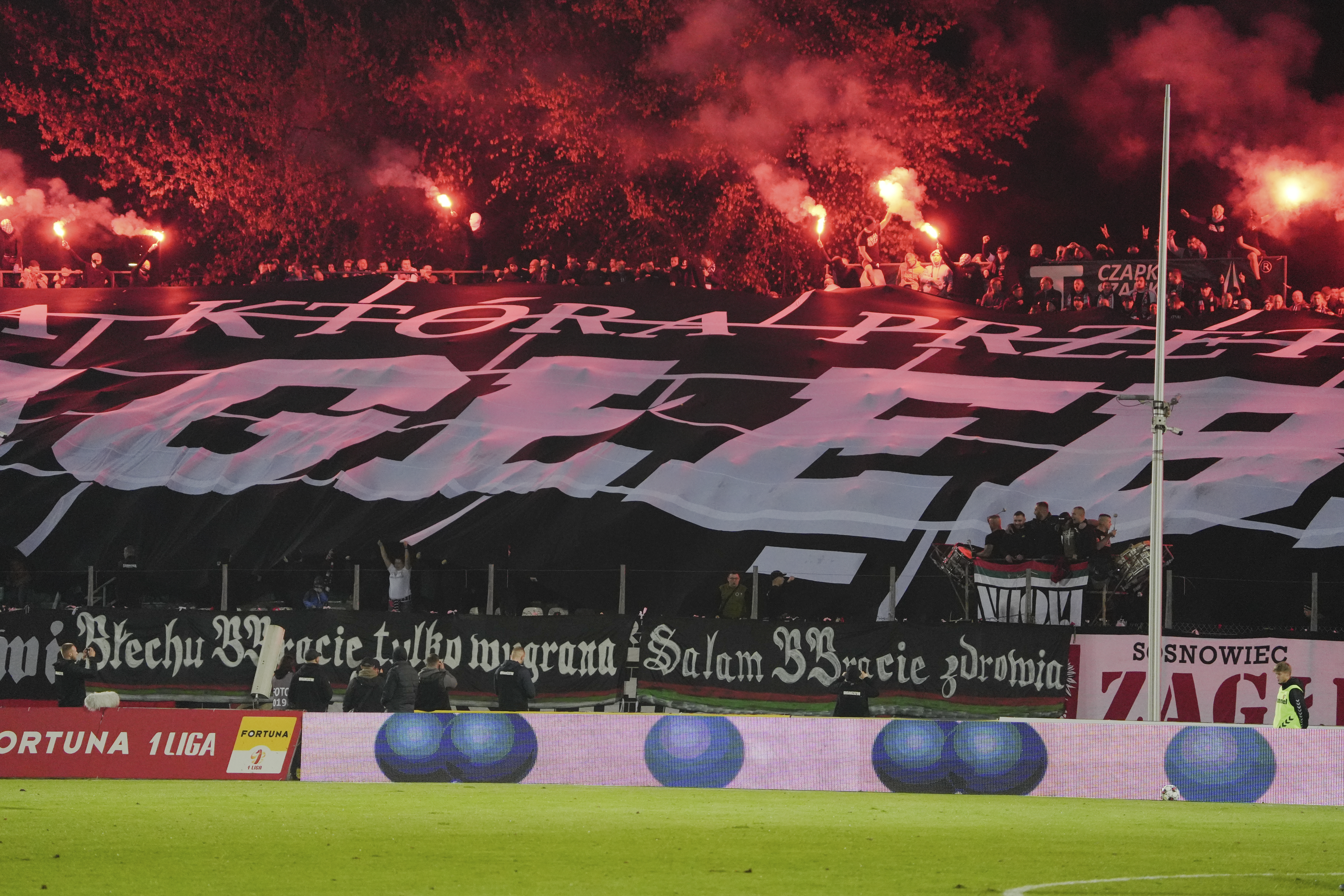
Kibice Zagłębia podczas meczu

Kibice Zagłębia Sosnowiec przyjaźnią się z kibicami Legii Warszawa (od połowy lat 70.), Olimpii Elbląg (od drugiej połowy 2004 roku), BKS Stal Bielsko-Biała od 1982 roku, a także od niedawna z kibicami Czuwaju Przemyśl. Są też na bardzo dobrych stosunkach z Slavia Praga. Kibice Zagłębia często nazywają siebie "Łowcy Hanysów", co ma oznaczać nienawiść do Ślązaków, i wszystkich klubów Górnego Śląska, szczególnie Ruchu Chorzów, GKSu Katowice oraz Poloni Bytom. Chuligani Zagłębia Sosnowiec są często chwaleni za ich umiejętności walki, oraz tzw. "krojenia flag".

## Piłkarze

### Obecny skład
Stan na 7 października 2024 roku.
| Nr | Poz. | Piłkarz                    |
| -- | ---- | -------------------------- |
| 1  | BR   | Mateusz Kabała             |
| 2  | OB   | Oleksiy Bykov              |
| 3  | OB   | Grzegorz Janiszewski       |
| 4  | OB   | Roko Kurtović              |
| 6  | OB   | Andrzej Niewulis (kapitan) |
| 7  | PO   | Szymon Zalewski            |
| 8  | PO   | Piotr Marciniec            |
| 9  | NA   | Kamil Biliński             |
| 10 | PO   | Patryk Mularczyk           |
| 11 | NA   | Bartosz Snopczyński        |
| 13 | OB   | Artem Suchocki             |
| 17 | PO   | Joel Valencia              |
| 18 | PO   | Piotr Mielczarek           |
| 19 | PO   | Mateusz Duda               |

| Nr | Poz. | Piłkarz            |
| -- | ---- | ------------------ |
| 20 | PO   | Miłosz Pawlusiński |
| 21 | NA   | Emmanuel Agbor     |
| 22 | OB   | Miguel Acosta      |
| 23 | OB   | Bartosz Chęciński  |
| 25 | OB   | Paweł Szostek      |
| 27 | OB   | Bartosz Boruń      |
| 30 | OB   | Mikołaj Staniak    |
| 33 | BR   | Mateusz Kos        |
| 77 | PO   | Bartosz Zawojski   |
| 80 | PO   | Łukasz Uchnast     |
| 87 | BR   | Kacper Siuta       |
| 88 | PO   | Bartosz Paszczela  |
| 99 | NA   | Antoni Kulawiak    |

## Sztab szkoleniowy
Stan na 1 lipca 2025
| Funkcja                         | Imię i nazwisko   |
| ------------------------------- | ----------------- |
| Trener                          | Marek Gołębiewski |
| Asystent                        | Bartłomiej Bobla  |
| Trener przygotowania fizycznego | Marcin Nawrat     |
| Trener bramkarzy                | Matko Perdijić    |
| Fizjoterapeuta                  | Maja Marczyńska   |
| Masażysta                       | Grzegorz Buczek   |
| Kierownik drużyny               | Marcel Płachta    |
| Kierownik techniczny            | Mirosław Janosz   |